# Santo contre l'esprit du mal
Série
Santo contra los hombres infernales
(1961)
Pour plus de détails, voir Fiche technique et Distribution.
Santo contre l'esprit du mal (Santo contra el Cerebro del Mal) est un film cubano-mexicain réalisé par Joselito Rodríguez, tourné en 1958 à Cuba et sorti en 1961. 
Il s'agit du premier film où apparait El Santo, el enmascarado de plata.

## Fiche technique
- Titre original : Santo contra el Cerebro del Mal
- Titre français : Santo contre l'esprit du mal
- Titre anglais ou international : Santo vs. Evil Brain
- Réalisation : Joselito Rodríguez
- Scénario : Fernando Osés, Enrique Zambrano
- Costumes : Elena Pérez
- Photographie : Carlos Nájera
- Son : Modesto Corvison
- Montage : Jesús Echeverria
- Musique : Salvador Espinosa
- Société(s) de production : Agrupación de Técnicos Cinematografistas de Cuba, Azteca Films
- Société(s) de distribution : Bach Films (France, DVD)
- Pays d’origine :  Cuba,  Mexique
- Langue originale : espagnol
- Format : noir et blanc — 35 mm — son Mono
- Genre : Aventure, action et science-fiction
- Durée : 70 minutes
- Dates de sortie :
  - Mexique : 7 juillet 1961
  - France : juin 2013 (DVD)

## Distribution
- Joaquín Cordero : Dr. Campos
- Norma Suárez : Elisa
- Enrique Zambrano : Lt. Zambrano
- Alberto Insua : Gerardo
- Juanito Tremble
- Enrique Almirante
- René Socarrás
- Mario Texas
- J. Gonzalez Gaspar
- Rafael De Aragón
- Armando Quezada
- El Santo : El Enmascarado (`Santo' el Enmascarado de Plata)
- Fernando Osés : El Incognito / sergent de police

## Distribution du film
Le film sort sur DVD aux éditions Bach Films en 2013, en version originale sous titrée.